# クール (放送)
クールとは、日本の放送業界で使われる専門用語（業界用語）で、四半期（3か月間）を意味する。
1月から12月までの1年間は4クールに分けられ、それぞれ、第1・第2・第3・第4クール、冬・春・夏・秋クール、1月・4月・7月・10月クール（始期基準）などと呼ばれる。

## 言葉の意味

### 語源
語源は諸説あり、「期間」「コース」などを意味するフランス語「cours」から、日本医療用語のクール（Kur）から、その他に四半期を意味する英語の「quarter」の短縮形である「qr.」の誤読が語源との説がある。

### 普及
主にバラエティ番組などの出演者が業界用語としてこの言葉を頻繁に口にしたため、テレビ業界に全く関係のない人でも「クール」を「四半期」の意味で使う例が散見される。

## 日本での捉え方
日本の放送業界にあっては、1970年代までは新年度の4月（年度上半期）とその半年後にあたる10月（年度下半期）を中心とした半年単位での番組改編が慣例であった。
しかし、1980年代に入ると、ドラマなどではテレビ局間で人気俳優の獲り合いをした結果、キャスティングの制約を受けて長期間の出演契約が難しくなり、1クールの回数がドラマのスタンダードとなった事、視聴率偏重がますます進んで他の番組自体も半年の半分の3か月をインターバルとして更新・続行か打ち切りかが判断されたりするようになった。
人気番組の場合、昔は単純に放送回数を増やして延長することが多かったが、刑事ドラマ『はぐれ刑事純情派』や『相棒』のようにシリーズ制もしくはシーズン制を採用したり、『ごくせん』のように一旦終了したあと改めて続編を立ち上げる形式が一般的。稀ではあるがアメリカでいうところの「ミニシリーズ」と呼ばれる、6回前後のごく短い番組も存在する。
主にゴールデンタイムに放送される作品（ドラマ・バラエティ番組など）に関する特殊事情として、かつては1クール分の放送が終了すると間を置く事無く次の週から次のクールの作品の放送に移行するのが常であったが、中には改編期と称して、各クールの切り替わりの1 - 2週間は特別番組が放送されることが多くなっている。このため、単純に3か月間休みなく放送した場合の全13話で構成を組むのではなく、2 - 4週分減らした全9 - 11話という作品が多い。

### 個別的傾向・事情
NHKのドラマの中で特に視聴率が高い、連続テレビ小説は2クール（過去には4クールの物もある）、大河ドラマは4クールと通常のドラマより長めである。
民放のドラマでは、TBSが『渡る世間は鬼ばかり』で原則4クール、『3年B組金八先生』（第3シリーズ以外）、『水戸黄門』が原則2クールと、長めのドラマの制作を続けている（ただし、「水戸黄門」は、2010年4月から放送された41部以降、1クール前後となっている）。
アニメ番組や特撮番組では、低年齢層向け作品は4クールが多く、対象年齢が比較的高い作品は1 - 2クールが多い。これは、低年齢層向け作品は玩具などのプロモーションを主目的として放送されていることが多いため、その商品のライフサイクルをカバーする比較的長期間の放送が必要であり、対象年齢が高い作品は放送終了後にDVD・Blu-ray Disc化などでその作品自体を別媒体でプレミアムを付けて販売するためのプロモーション目的で放送されている面が強いことによる。なお、1クールは通常は13話分の期間のことであったが、DVDリリースの場合13という素数では各巻数の話数を統一しにくく、近年では2でも3でも4でも割り切れる12話構成にすることが多い。

### ラジオのプロ野球中継
ラジオでは、4月から9月にかけての2クールはプロ野球中継番組が編成される。
秋季改編の始めには、まだプロ野球シーズンが続いているにもかかわらずオフシーズン用の番組編成に切り替わっているため、放送の有無や時間延長の対応はシーズン中とは別の対応がとられることがある。